# زد۱ بتل رویال
زد۱ بتل رویال (به انگلیسی: Z1 Battle Royale) که قبلا با نام اچ۱زد۱ (به انگلیسی: H1Z1) و پادشاه قتل (به انگلیسی: King of the Kill) شناخته می شد، یک بازی بتل رویال است که توسط استودیو دیبرک گیمز توسعه داده شده و منتشر شده است. پس از آنکه بازی اچ۱زد۱ اصلی در اوایل سال 2016 به دو پروژه جداگانه به نام های H1Z1: Just Survive و H1Z1: King of the Kill  تقسیم شد، توسعه این بازی رقم خورد. در اکتبر 2017 پسوند King of the Kill حذف شد و بازی به سادگی اچ۱زد۱ نامیده شد.
پس از سه سال دسترسی زودهنگام، اچ۱زد۱ به طور رسمی به عنوان یک بازی رایگان در فوریه 2018 برای مایکروسافت ویندوز منتشر شد، سپس در آگوست 2018 برای پلی استیشن ۴ نیز منتشر شد.